# Joachim Kniesch
  Joachim Kniesch (* 1907; † 1991) war ein deutscher Jurist.

## Werdegang
Kniesch war vom 23. April 1953 bis 1. September 1962 Bundesrichter am Bundesverwaltungsgericht. Danach war er von 1962 bis 1972 Präsident des Verwaltungsgerichts Frankfurt am Main.

## Ehrungen
- 1983: Verdienstkreuz 1. Klasse der Bundesrepublik Deutschland